# Narasaki
Naraszaki Nobuki (奈良崎伸毅; Hepburn: Nobuki Narasaki) művésznevén NARASAKI (Tokió, 1969. április 3. –) japán zenész, énekes, gitáros, producer. Zenéjében megfigyelhető a death metal, a shoegazing, a noise rock és az easy listening elemei is.

## Pályafutása
Tagja volt az 1988-ban alapított Rindzsú zange (臨終懺悔, ’Halálos ágyon tett vallomás’) nevű hardcore együttesnek, később a Def.Master tagja lett. 1991-ben megalapította a Coaltar of the Deepers elnevezésű együttest, ahol gitárosként és énekesként van jelen, de a stúdiófelvételek alatt programozik és basszusgitáron is játszik. Később egy demófelvételt küldtek a Swervedriver brit shoegazing együttes irodájába, hogy az együttes előzenekara lehessenek, amire a Swervedriver 1992-es japán koncertsorozata alatt kerítettek sort.
2000-ben Ócuki Kendzsivel, a Kinniku sódzso tai egykori énekesével és Misiba Szatosi zongoraművésszel megalapította a Tokuszacu nevű együttest, ahol gitárosként és hangproducerként működik közre. Az együttes számaiban mindketten énekelnek, azonban Ócuki a főénekes, míg Naraszaki a főzeneszerző.
Ezek mellett Osima Maszaki, a Melt-Banana egykori dobosával megalapította a Sadesper Record techo-formációt (Naraszaki Vatari Goró (渡五郎), míg Osima Watchman néven szerepelt), illetve Sindzsi-sivel és Szakasza-sivel, a 324 elnevezésű zenekar gitárosával és dobosával a Mach Trigger (マッハトリガー) grindcore együttest. Televíziós reklámok, doramák, animék és videojátékok zenei anyagaihoz, illetve számos más zenész dalaihoz is hozzájárult.

## Inspirációk
Elmondása szerint a My Bloody Valentine, a The Cure, a Dinosaur Jr., a Napalm Death és a Yellow Magic Orchestra együttesek voltak rá hatással.

## Magánélete
Szereti az alkoholt, kedvence a tequila. Hobbija a madzsong, anime és speciális effekt (tokuszacu) szerető, kedvenc tokuszacu műve a Kinkjú sirei 10–4 10–10.

## Diszkográfia

### Sadesper Record
- "Tokyo Joe?" a Tribute to Roxy Music (az Out of the Blue című dal)
- Penguin Noise — Thank You (Part 2) (1 dal remixelése)
- Externalization1 (1999)
- A Sort of Sound Tracks for U.F.O (2004)
- sf//spiritual fantasy// psychedelic & chill out music (az Ink/Blue és a Requiem című dal)
- Boogiepop va varavanai: Boogiepop Phantom Original Soundtrack (a Torso című dal)
- Va namaru na Best Album: Childhood Memories (2010)
- Abunai koi no szószashicu Character CD: You’re Under Arrest: Akecsi Maszaomi (a You’re Under Arrest és a Love Pursuit című dalok)
- Juri dansi Character CD (Lost in Lovin’ You című dal)
- Binbó-gami ga! Szakura Icsiko Character Song: Happy Girl, Lucky Girl! (a Happy Girl, Lucky Girl! című dal)
- Binbó-gami ga! Character Song: Momidzsi no uta: Aiszanszan (a Momidzsi no uta: Aiszanszan című dal)

### Egyebek
- Kyo — Super Creeps (gitár, zeneszerző, hangszerelő, producer)
- Kusida Akira — Tora no Pride (zeneszerző, hangszerelő)
- RomanPorsche

Oucsi ga kadzsida jo! RomanPorsche — Otoko va hasi vo cukavanai (zeneszerző, hangszerelő, producer)
- Metronome — Unknown (producer)
- Plastic Tree

A Traumerei és a Siro Chronicle című albumok (gitárproducer)
- astrobrite

A Super Crush, a Pinkshiny Ultrablast és a Whitenoise Superstar című albumok (gitármaszterelés, producer)
- Ore koszo szeigida! Crusher Kazujosi! (producer, hangrendező)
- Parade: Respective Tracks of Buck-Tick (a Monster című szám Kyóval)
- function code();

Az Undying Love és a (HeroinE); című albumok (gitár)
- Show Wesugi — Toys! (Scrambled Mix) című kislemez és a Spoils című album (gitár)
- Ócuki Kendzsi to Zecubó sódzso-tacsi

A Hito tosite dzsiku ga bureteiru, a Kúszo rumba, a Buta no gohan, a Kakurenbo ka onigokko jo, a Ringo Mogire Beam, a Kimagure Akubi-csan című kislemezek/dalok (zeneszerző, hangszerelő, producer, dalszövegíró a Buta no gohan című dalnál)
- Zecubó kajó daizensú 2

Maria Taró Szekiucu (CV: Szavasiro Mijuki) no Character Song: Hosi no kinka jama (zeneszerző, hangszerelő)
- re-in.Carnation∞YURIA — Cuki no Kioku: Lunatication (gitár)
- Mucc — Sion (hangszerelő, producer)
- Bacteria — Hate All (maszterelés)
- Star Mine Gig Szumaga Mini-album és a Sumaga Music Galaxy Szumaga Original Soundtrack című albumok (zeneszerző, hangszerelő, producer)
- Crush Tears — Crush Tears I (zeneszerző és hangszerelő a Szakidó Dandyism és az Atomic Sebastian című daloknál)
- Momoiro Clover Z

Pinky Jones, Ame no tadzsikarao, Lost Child, Kuroi súmacu, Birth 0 Birth, Z no csikai (zeneszerző, hangszerelő)
Mirai Bowl, Rock and Roll All Nite (hangszerelő)
Santa-szan (Bloody Christmas Version) (remixelés)
- Deadman Wonderland Character Song: Siro (a Dungeon Chocolatier, a Cremet d Anjou, a Strawberry Fountain és a Komori-uta Shiro Mix című dalok zeneszerzője, hangszerelője és producere)
- Deadman Wonderland Character Song: Igarasi Ganta (a Dash Out című dal zeneszerzője, hangszerelője és producere)
- Deadman Wonderland Character Song: Azuma Genkaku (a Nirvana és a Kizangai című dalok zeneszerzője, hangszerelője és producere)
- Juri dansi Character Song CD (a Juri jura rarara juru juri daidzsiken című dal gitárprogramozója)
- Meg — Trap (a Seventeen Rendezvous című dal zeneszerzője és hangszerelője)
- Babymetal (a Head Bangya!! és a Catch Me If You Can című dalok zeneszerzője és hangszerelője (Narametal álnéven))
- Signalize! (az Aikacu című televíziós animesorozat nyitó főcímdala, zeneszerző és hangszerelő (Sadesper Record álnéven))
- Tarte Tatin (az Aikacu című televíziós animesorozat betétdala, zeneszerző és hangszerelő)
- Kirara (Júki Aoi) — Gunpla World (a Gundam Build Fighters című televíziós animesorozat betétdala, zeneszerző)
- Ueszaka Szumire — Parallax View (a Hōzuki no reitecu című televíziós animesorozat záró főcímdala, zeneszerző és hangszerelő (Sadesper Record álnéven))
- Dir en grey — Dum Spiro Spero at Nippon Budokan (a koncertfelvétel korlátozott példányszámú CD-je) (a Decayed Crow című dal remixelése)
- CQ — What a Cruel World’s End e.p. (az Episode 3. Charlotte című dal remixelése, producer)
- Keytalk — Hot! (producer)
- Vaszurerannee jo — Inu ni site kure (producer), Vaszurerannee jo no kore made to, korekara. (gitár, producer)
- Persona 4: Dancing All Night — Snowflakes (remixelés)
- Kangoku dansi (Kamija Hirosi, Konisi Kacujuki, Szuzumura Kenicsi, Namikava Daiszuke és Okicu Kazujuki) — Ai no Prison (a Kangoku gakuen animesorozat nyitófőcím dala, zeneszerzés)
- DJ Love (Sekai no Owari) — Gjakusú no piero (zeneszerzés és hangszerelés)
- Ladybaby — Renge Chance! (zeneszerzés és hangszerelés)
- Ócuki Kencsi to Earphones — Gensó no Blade (a Blade: Ten kara ocsiru szen no ha című mobiltelefonos játék témazenéje, zeneszerzés és hangszerelés)
- Trustrick — Recall the End (a Danganronpa 3: The End of Kibógamine Gakuen című animesorozat nyitófőcím dala, producer és hangszerelés)
- Batten sódzso-tai — Joka-joka Dance (a Dragon Ball Super című animesorozat zárófőcím dala, producer), Dete koi tobikiri Zenkai Power! (újrahangszerelés)

### Egyéb közreműködései
- Aquarian Age Saga II: Don’t Forget Me… című OVA (a MoMo elnevezésű zenei egység tagja, qwerty álnéven)
- Paradise Kiss című televíziós animesorozat (2005)
- Crusher Kazujosi című film (2005)
- Crusher Kazujosi okoro című film (2007)
- Szumire 16 szai!! című dorama (2008)
- Bankara: Tomo e szaszageru szaigo no eeru című színdarab (2008, Watchmannel)
- The Quiz Show című dorama első és második évada (2008–2009)
- Mószó simai: Bungaku to iu na no moto ni című dorama (2009)
- Sinja sokudó című dorama első évada (2009)
- Hanamaru Jócsien televíziós animesorozat (2010, Sadesper Record álnéven)
- The Music Show dorama (2011)
- Deadman Wonderland című televíziós animesorozat (2011)
- Un-Go című televíziós animesorozat (2011)
- Vatasi ga motenai no va dó kangaetemo omaera ga varui! című televíziós animesorozat (2013, Sadesper Record álnéven)
- Rakuen cuihó: Expelled from Paradise című animációs film (2014)